# Papstwahl Oktober 1187
Die Papstwahl Oktober 1187 fand am 21. Oktober 1187 nach dem Tod von Papst Urban III. statt. Sie endete mit der Wahl von Kardinal Alberto Sartori di Morra zu Papst Gregor VIII.

## Ablauf
Papst Urban III. starb am 20. Oktober 1187 in Ferrara. Die 13 anwesenden Kardinäle begannen am darauf folgenden Tag. Es gab drei Kandidaten für den Papstthron: Heinrich von Marcy, Paolo Scolari und Alberto di Morra. Heinrich von Marcy lehnte die päpstliche Tiara ab. Paolo Scolari fiel aufgrund einer schweren Erkrankung aus. Somit wurde der päpstlichen Kanzler Alberto di Morra am 21. Oktober 1187 einstimmig zum Papst gewählt.

## Papstwähler
Beim Tod von Papst Urban III. gab es vermutlich 23 Kardinäle. Aufgrund der Unterschriften der Papstbullen im Oktober 1187 wird vermutet, dass 13 Kardinäle an der Wahl teilnahmen.
| Kardinal                       | Geburtsort                   | Kardinaltitel                                                                        | Datum der Kreierung | Kreiert von    | Anmerkung                                                                      |
| ------------------------------ | ---------------------------- | ------------------------------------------------------------------------------------ | ------------------- | -------------- | ------------------------------------------------------------------------------ |
| Heinrich von Marcy, OCist      | Château de Marcy, Frankreich | Kardinalbischof von Albano                                                           | März 1179           | Alexander III. | Er lehnte die Wahl zum Papst ab.                                               |
| Paolo Scolari                  | Rom                          | Kardinalbischof von Palestrina                                                       | 21. September 1179  | Alexander III. | Erzpriester von Santa Maria Maggiore Zukünftiger Papst Clemens III (1187–1191) |
| Theobald von Ostia, OSBCluny   | Frankreich                   | Kardinalbischof von Ostia                                                            | 1184                | Lucius III.    |                                                                                |
| Alberto di Morra, CanRegPraem. | Benevento                    | Kardinalpriester von San Lorenzo in Lucina und Kanzler der Heiligen Römischen Kirche | 21. Dezember 1156   | Hadrian IV.    | Kardinalprotopriester Gewählter Papst Gregor VIII.                             |
| Pietro de Bono, CRSMR          | Rom                          | Kardinalpriester von Santa Susanna                                                   | 18. März 1166       | Alexander III. |                                                                                |
| Laborante de Panormo           | Pontormo                     | Kardinalpriester von Santa Maria in Trastevere                                       | 21. September 1173  | Alexander III. |                                                                                |
| Melior le Maitre, OSBVall      | Pisa                         | Kardinalpriester von Santi Giovanni e Paolo                                          | 16. März 1185       | Lucius III.    | Camerlengo der heiligen römischen Kirche                                       |
| Adelardo Cattaneo              | Verona                       | Kardinalpriester von San Marcello                                                    | 16. März 1185       | Lucius III.    | Zukünftiger Kardinalbischof von Verona (1188–1214)                             |
| Giacinto Bobone Orsini         | Rom                          | Kardinaldiakon von Santa Maria in Cosmedin                                           | 22. Dezember 1144   | Lucius II.     | Kardinalprotodiakon Zukünftiger Papst Coelestin III. (1191–1198)               |
| Graziano da Pisa               | Pisa                         | Kardinaldiakon von Santi Cosma e Damiano                                             | 4. März 1178        | Alexander III. |                                                                                |
| Ottaviano di Paoli             | Rom                          | Kardinaldiakon von Santi Sergio e Bacco                                              | 18. Dezember 1182   | Lucius III.    | Zukünftiger Kardinalbischof von Ostia e Velletri (1189–1206)                   |
| Pietro Diani                   | Piacenza                     | Kardinaldiakon von San Nicola in Carcere                                             | 16. März 1185       | Lucius III.    |                                                                                |
| Radulf Nigellus                | vermutlich Frankreich        | Kardinaldiakon von San Giorgio in Velabro                                            | 16. März 1185       | Lucius III.    |                                                                                |

Sechs Kardianäle wurden von Papst Lucius III. kreiert, fünf von Papst Alexander III., einer von Papst Lucius II. und einer von Papst Hadrian IV.

## Abwesende Kardinäle
Vermutlich waren zehn Kardinäle abwesend:
| Kardinal                  | Geburtsort   | Kardinalstitel                                           | Datum Kreierung   | Kreiert von    | Anmerkung                                                                                        |
| ------------------------- | ------------ | -------------------------------------------------------- | ----------------- | -------------- | ------------------------------------------------------------------------------------------------ |
| Konrad I. von Wittelsbach | Bayern       | Kardinalbischof von Sabina Erzbischof von Mainz          | 18. Dezember 1165 | Alexander III. | Kardinaldekan Externer Kardinal                                                                  |
| Giovanni Conti da Anagni  | Anagni       | Kardinalpriester von San Marco                           | 1158/1159         | Hadrian IV.    | Kardinalprotopriester Später Kardinalbischof von Palestrina (1190–1196)                          |
| Wilhelm von Blois         | Frankreich   | Kardinalpriester von Santa Sabina Erzbischof von Reims   | März 1179         | Alexander III. | Minister des Königreich Frankreich Externer Kardinal                                             |
| Ruggiero di San Severino  | San Severino | Kardinalpriester von San Eusebio Erzbischof von Benevent | Circa 1178–1180   | Alexander III. | Externer Kardinal                                                                                |
| Albino, CRSF              | Gaeta (?)    | Kardinalpriester von Santa Croce in Gerusalemme          | 18. Dezember 1182 | Lucius III.    | Zukünftiger Kardinalbischof von Albano (1189–1197)                                               |
| Pandolfo                  | Lucca        | Kardinalpriester von Santi XII Apostoli                  | 18. Dezember 1182 | Lucius III.    |                                                                                                  |
| Soffredo                  | Pistoia      | Kardinaldiakon von Santa Maria in Via Lata               | 18. Dezember 1182 | Lucius III.    | Päpstlicher Legat in Frankreich                                                                  |
| Bobo                      | Rom          | Kardinaldiakon von Sant’Angelo in Pescheria              | 18. Dezember 1182 | Lucius III.    | Päpstlicher Legat in Frankreich Zukünftiger Kardinalbischof von Porto e Santa Rufina (1189–1190) |
| Gerardo                   | Lucca        | Kardinaldiakon von Sant’Adriano am Forum Romanum         | 18. Dezember 1182 | Lucius III.    | Päpstlicher Vikar Vermutlich Kardinalnepot von Lucius III.                                       |
| Rolando                   | Pisa         | Kardinaldiakon von Santa Maria in Portico                | 16. März 1185     | Lucius III.    | Vormaliger Erwählter Bischof von Dol (1177–1185)                                                 |

Sechs der Abwesenden wurden von Lucius III. kreiert, drei von Alexander III. und einer von Hadrian IV.